# Falborz (gmina)
Falborz – dawna gmina wiejska istniejąca do 1954 roku w woj. warszawskim, pomorskim i bydgoskim. Nazwa gminy pochodzi od wsi Falborz, lecz siedzibą władz gminy była Kąkowa Wola.
W okresie międzywojennym gmina Falborz należała do powiatu włocławskiego w woj. warszawskim. 1 lipca 1924 od gminy Falborz odłączono osadę młynarską Topielec, cukrownię Brześć Kujawski, osadę fabryczną Bugaj oraz kolonię Nowo-Stary Brześć wraz ze stacją kolejki Brześć Kujawski, które włączono do miasta Brześć Kujawski. 1 kwietnia 1938 roku gminę wraz z całym powiatem włocławskim przeniesiono do woj. pomorskiego.
Po wojnie gmina weszła w skład terytorialnie zmienionego woj. pomorskiego, przemianowanego 6 lipca 1950 roku na woj. bydgoskie. Według stanu z 1 lipca 1952 roku gmina była podzielona na 20 gromad.
Gmina została zniesiona 29 września 1954 roku wraz z reformą wprowadzającą gromady w miejsce gmin. Jednostki nie przywrócono 1 stycznia 1973 roku po reaktywowaniu gmin, a jej obszar wszedł głównie w skład nowych gmin Brześć Kujawski i Lubraniec.